# Pfaffia dunaliana
Pfaffia dunaliana là loài thực vật có hoa thuộc họ Dền. Loài này được (Moq.) Schinz miêu tả khoa học đầu tiên năm 1934.